# سوپ پنیر

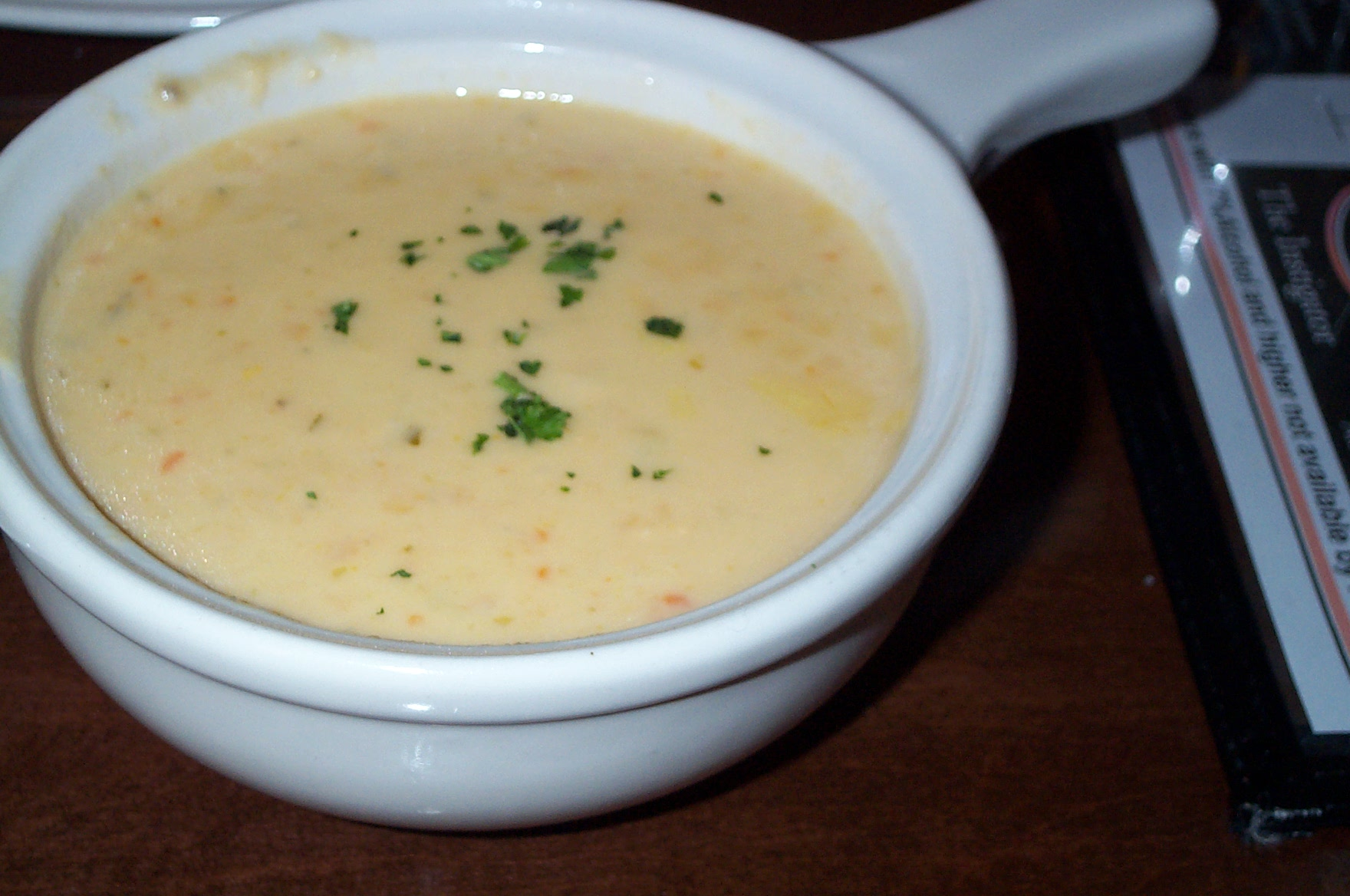
سوپ پنیر آبجو

سوپ پنیر (انگلیسی: Cheese soup) نوعی سوپ است که با استفاده از پنیر به عنوان مادهٔ اصلی، همراه با شیر، گوشتابه و/ یا پایه سوپ به عنوان شالودهٔ آن، درست می‌شود. در آماده‌سازی این سوپ، مواد افزودنی گوناگونی استفاده می‌شود و نوع و سبک‌های مختلفی از سوپ پنیر وجود دارد. این سوپ قسمتی از برخی خوانها در دنیا همچون مجموعه غذاهای آمریکایی، کلمبیایی، مکزیکی، سوئیسی، فرانسوی و تبتی است. سوپ‌های پنیری که به صورت تولید انبوه در دسترس قرار می‌گیرند احتمال دارد برای افزایش طعم و نگهداری بلند مدت آنها، از مواد افزودنی غذایی در درست کردن آنها استفاده شود.

## نگاه اجمالی

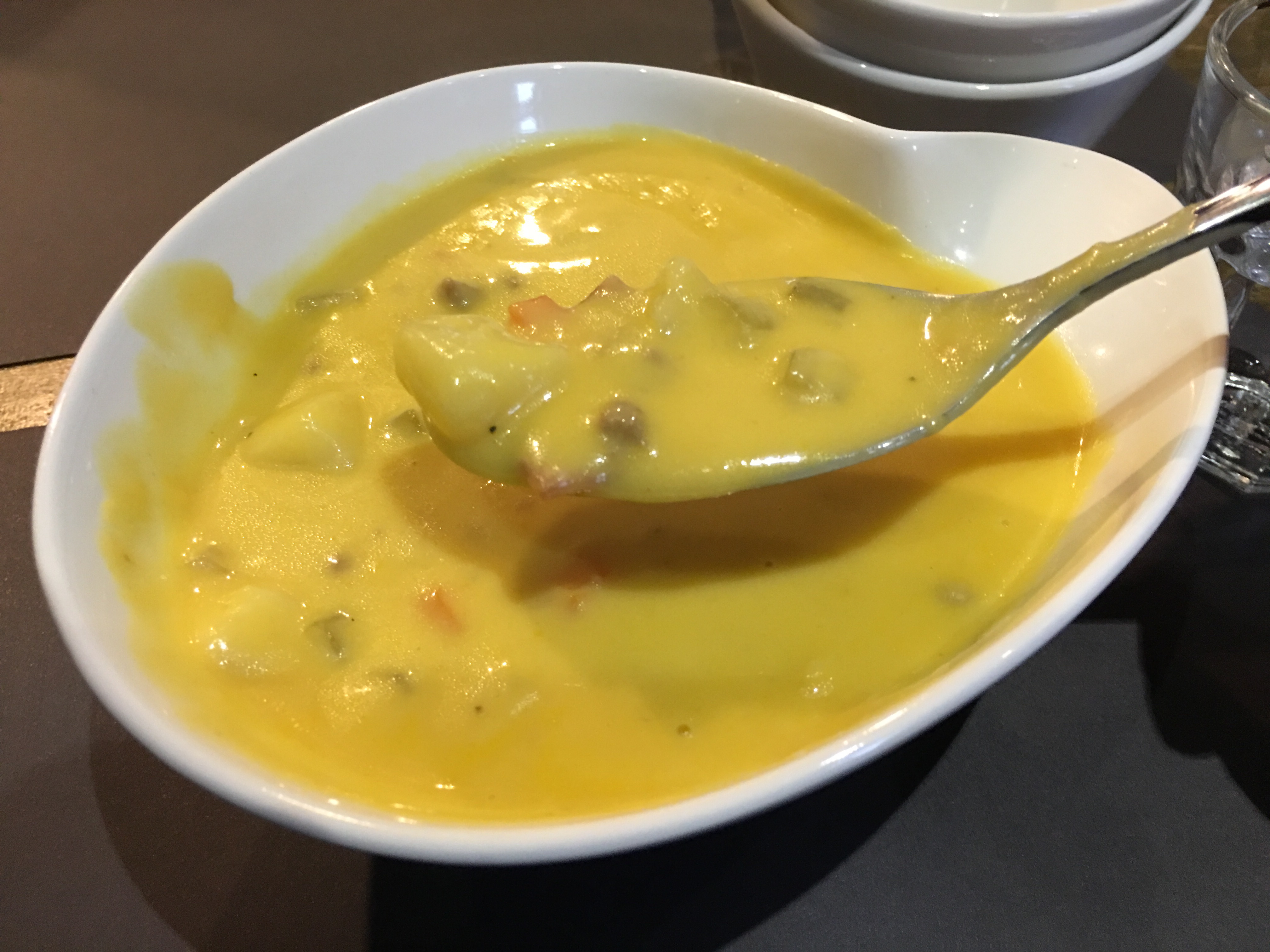
سوپ چیزبرگر در یک رستوران

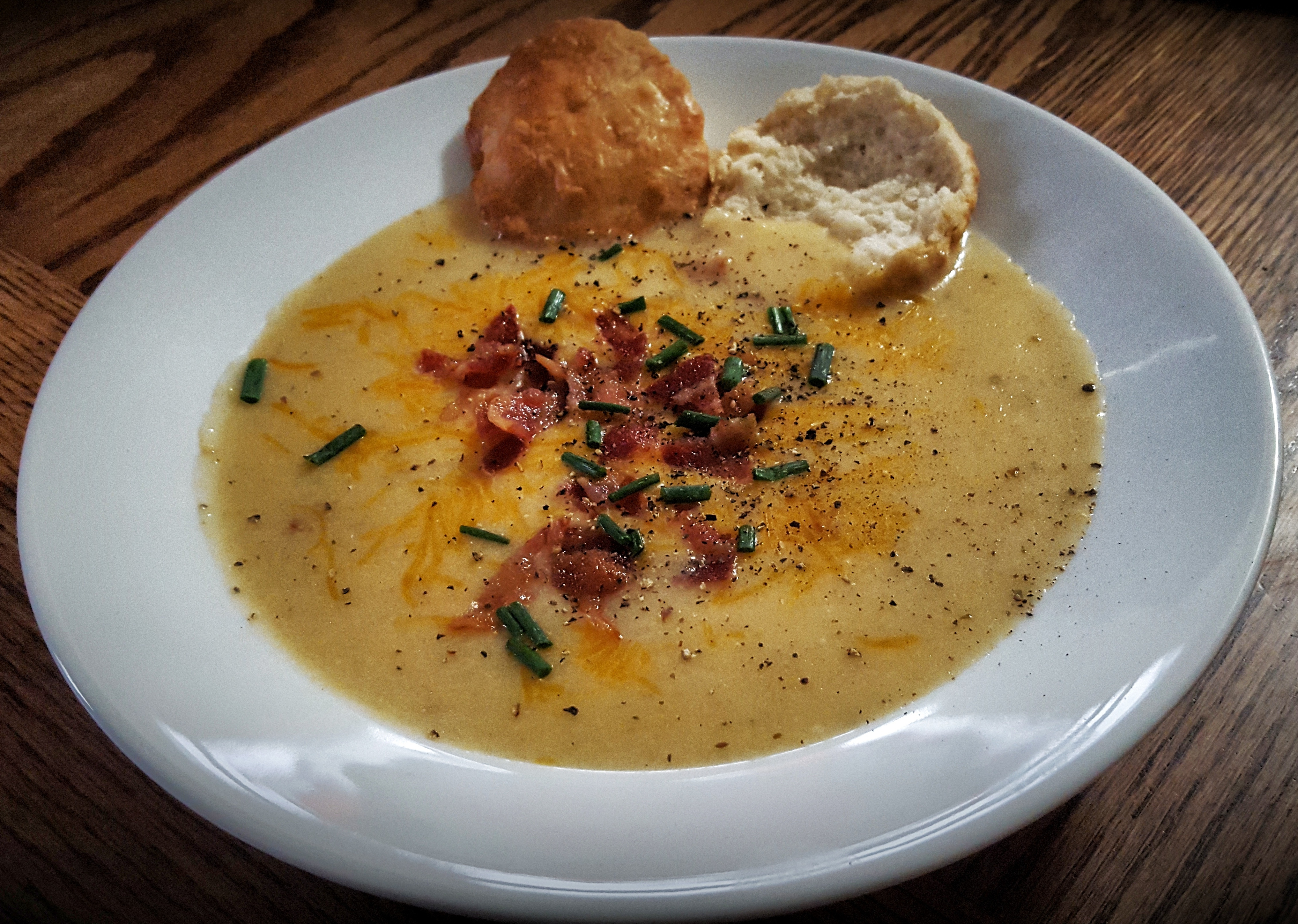
سوپ پنیر سیب‌زمینی

سوپ پنیر بخشی از گونه‌های آشپزی همچون آشپزی آمریکایی، آشپزی کلمبیایی، آشپزی فرانسوی، آشپزی مکزیکی، آشپزی سوئیسی و آشپزی تبتی است. موتِ دِ کیزو (به اسپانیایی: Mote de queso)، نام سوپ پنیر سنتی در بخش کوردوبا کلمبیا است. در زبان اسپانیایی، واژه «سوپ پنیر» معادل با «sopa de queso» (سوپا دِ کیزو) می‌باشد و یک دستوالعمل مکزیکی روش تهیه این سوپ تحت همین نام که انتشار آن مربوط به سال ۱۸۹۳ است، وجود دارد.
مواد اولیه
ماده اصلی در تهیه این سوپ، پنیر است که به صورت معمول به شکل رنده شده یا تکه‌تکه و قطعه قطعه شده در سوپ مورد استفاده قرار می‌گیرد. پنیرهایی که در تهیه این سوپ مورد استفاده قرار می‌گیرند شامل پنیرهای چدار، گرویر و پارمسان از گروه پنیرهای سفت و پنیرهایی همچون فارمر (Farmer cheese)، گودا، مونستر، کیزو بلانکو و کیزو چی‌واوا (Queso Chihuahua) از گروه پنیر نرم هستند. پنیر هم باعث طعم دار شدن سوپ شده و هم مواد مغذی به آن اضافه می‌کند. برخی سوپ‌ها، دارای طعم قوی هستند و ممکن است به خاطر استفاده از مواد اولیه ای همچون کره و خامه غلیظ که دارای چربی بالا بوده و علاوه بر چربی درون پنیر، به سوپ اضافه می‌شوند باعث شوند سوپ حاوی چربی بالایی گردد. چربی درون سوپ را می‌توان با استفاده از مواد اولیه ای همچون پنیر کم چرب یا فاقد چربی، شیر فاقد چربی و عصاره بی چرب کاهش داد.
شیر و/ یا گوشتابه همچون گوشتابه مرغ یا عصاره به عنوان مایع اصلی سوپ پنیر مورد استفاده قرار می‌گیرند. مواد اولیه افزودنی می‌تواند موادی همچون هاف اند هاف (مخلوط شیر و خامه)، آبجو، خرده‌های نان، کره، تخم مرغ، پیاز، آب پیاز، سیر، سبزیجاتی همانند کلم بروکلی، گل کلم، هویج و کرفس، ادویه و چاشنی‌ها باشد. مواد افزودنی که می‌تواند باعث افزایش طعم سوپ گردند شامل بیکن تکه‌تکه شده، آبجو و کلم بروکلی خرد شده و موارد مختلف دیگر می‌باشد. گاهی اوقات از کروتون به عنوان لایه رویی سوپ استفاده می‌گردد.
آماده‌سازی
برای جلوگیری از سوختن سوپ پنیر، گاهی آن را به روش طبخ بن-ماری (قابلمه دو تایی یا ظروف پخت دو جداره) می‌پزند. سوپ پنیر را با همین روش می‌توان دوباره گرم کرد.

## فهرست سوپ‌های پنیر

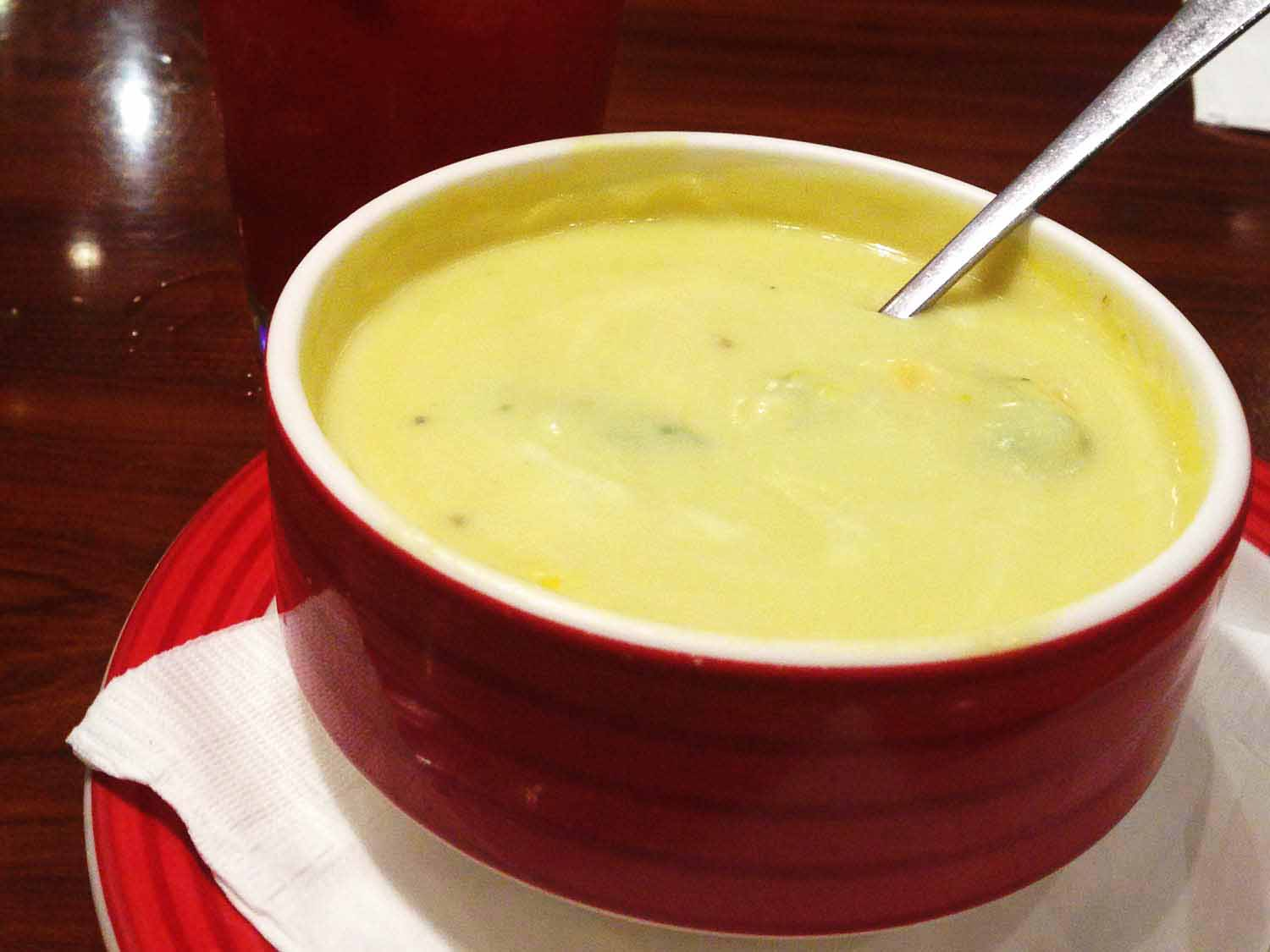
سوپ پنیر بروکلی

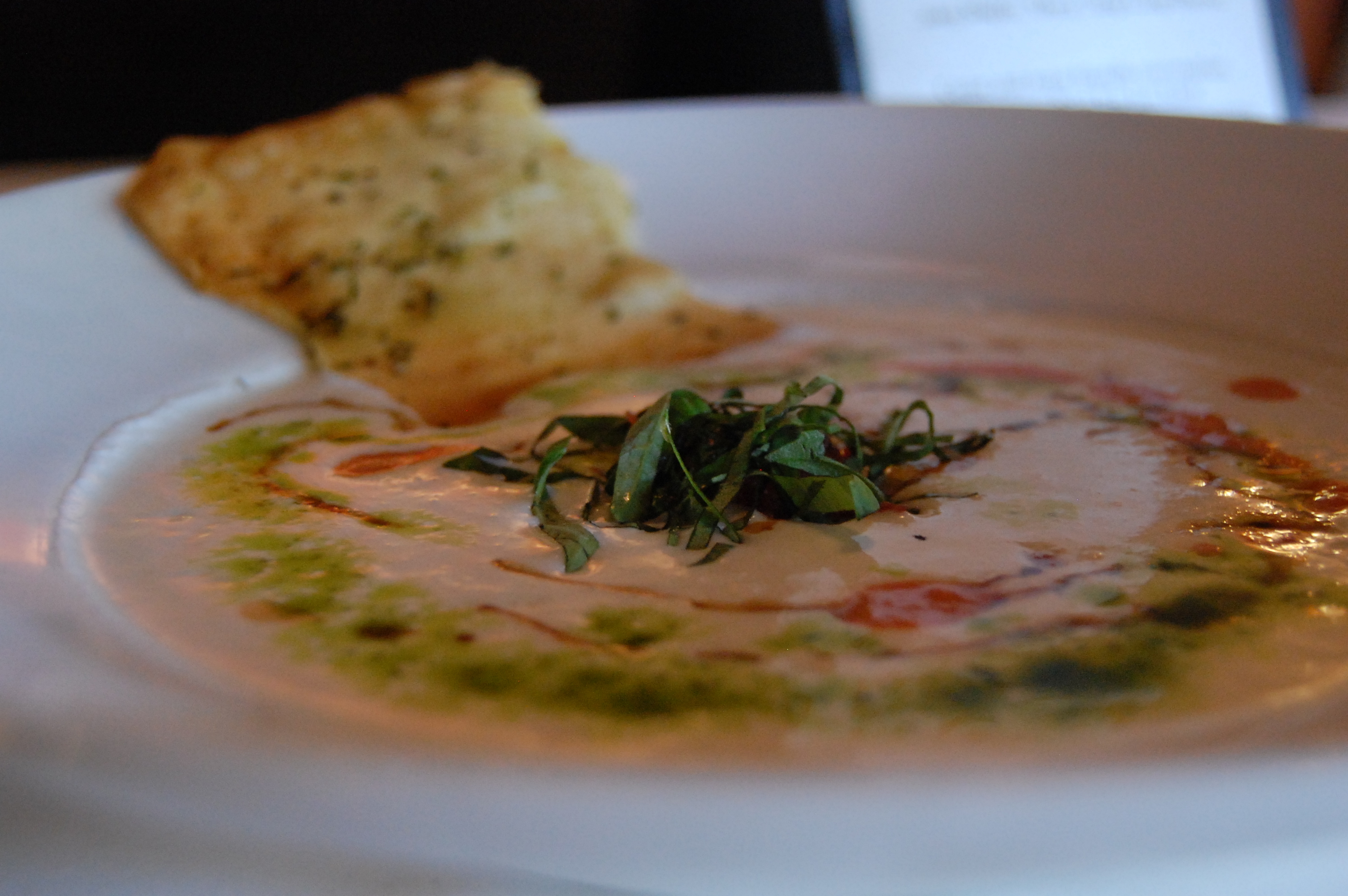
سوپ موتزارلا

این فهرستی متغیر است و ممکن است هیچگاه نتواند استانداردهای ویژه یک مقاله کامل را برآورده کند.
- سوپ پنیر آبجو[۱]
- سوپ بلوچیز[۲][۳][۴]
- سوپ پنیر بروکلی
- سوپ پنیر گل کلم
- سوپ پنیر چدار
- چورو
- سوپ پنیر کوتاژ[۵][۶][۷]
- سوپ پنیر خامه‌ای[۸][۹]
- سوپ موتزارلا[۱۰][۱۱]
- سوپ پنیر ناچوز
- سوپ پنیر پارمسان[۱۲]